# Pelecorhynchus simplissimus
Pelecorhynchus simplissimus är en tvåvingeart som beskrevs av M. Josephine Mackerras och Fuller 1942. Pelecorhynchus simplissimus ingår i släktet Pelecorhynchus och familjen Pelecorhynchidae. Inga underarter finns listade i Catalogue of Life.